# Kjuin tRNK-riboziltransferaza
Kjuin tRNK-riboziltransferaza (EC 2.4.2.29, enzim umetanja kjuina, tRNK transglikozilaza, Q-insertaza, kjuin34 transfer ribonukleatna riboziltransferaza, transfer ribonukleatna glikoziltransferaza, tRNK kjuin34 transglikosidaza, kjuinska tRNK-riboziltransferaza, TGT, (tRNK)-kjuin34:kjuin tRNK--riboziltransferaza, transfer ribonukleinska kiselina kjuin34 transglikozilaza) je enzim sa sistematskim imenom tRNK-guanozin34:kjuin tRNK-D-riboziltransferaza. Ovaj enzim katalizuje sledeću hemijsku reakciju
(1) guanin34 u tRNK + kveuin {\displaystyle \rightleftharpoons } kveuin34 u tRNK + guanin
(2) guanin34 u tRNK + 7-aminometil-7-karbaguanin {\displaystyle \rightleftharpoons } 7-aminometil-7-karbaguanin34 u tRNK + guanin
Pojedine prokariotske i eukariotske tRNK sadrže modifikovanu bazu kjuin u poziciji 34.

## Literatura
- Nicholas C. Price; Lewis Stevens (1999). Fundamentals of Enzymology: The Cell and Molecular Biology of Catalytic Proteins (Third изд.). USA: Oxford University Press. ISBN 019850229X.
- Eric J. Toone (2006). Advances in Enzymology and Related Areas of Molecular Biology, Protein Evolution (Volume 75 изд.). Wiley-Interscience. ISBN 0471205036.
- Branden C; Tooze J. Introduction to Protein Structure. New York, NY: Garland Publishing. ISBN 0-8153-2305-0.
- Irwin H. Segel. Enzyme Kinetics: Behavior and Analysis of Rapid Equilibrium and Steady-State Enzyme Systems (Book 44 изд.). Wiley Classics Library. ISBN 0471303097.

## Spoljašnje veze
- TRNA-guanosine34+transglycosylase на 